# Sófocles de Súnion
Sófocles, filho de Anficlides do demo de Súnion (em grego clássico: Σοφοκλῆς, Sophoklês; Atenas, século IV a.C. – ), foi um orador ateniense.

## Biografia
Ele é lembrado por ter proposto e aprovado em 307 a.C. um decreto conhecido como lei de Sófocles, dirigido contra os filósofos: de acordo com Ateneu, ele expulsou filósofos da Ática; segundo Pólux, ele teria proibido todos os filósofos de manter a escola; de acordo com Diógenes Laércio, proibia todos os filósofos de manter a escola sem a aprovação prévia da Bulé e do povo e punia os transgressores com pena de morte.
Porém, depois de apenas um ano, em 306 a.C., um certo Fílon, discípulo de Aristóteles, contestou o decreto por ilegalidade (graphe paranomon); Sófocles, apesar de ter sido defendido pelo orador Demócares (a oração Por Sófocles contra Fílon foi perdida; os poucos fragmentos restantes mostram que ele apelou sobretudo a motivações políticas), perdeu o processo e foi condenado a pagar multa de cinco talentos, enquanto seu decreto foi revogado e os filósofos foram chamados de volta à Ática.
A datação do decreto e sua revogação para os anos 307 e 306 a.C. é baseado em fr. 99 Kassel-Austin da comédia Cavaleiro (Ἱππεύς) de Aléxis, provavelmente encenada no inverno de 306 a.C., quando o decreto ainda estava em vigor; no fragmento, os deuses são solicitados a dar muitos bens a Demétrio e aos legisladores por terem emitido este decreto. Este Demétrio foi identificado por Augusto Meineke com Demétrio de Faleron, plenipotenciário de Cassandro em Atenas de 317 a 307 a.C., e então datado a aprovação do decreto para 316 a.C. No entanto, ele tinha sido discípulo de Teofrasto e, durante os anos em que ocupou o poder em Atenas, ajudou Teofrasto e Xenócrates; posteriormente, os estudiosos identificaram o Demétrio da peça com o rei macedônio Demétrio I Poliórcetes, que em 307 a.C. assumiu o controle de Atenas derrubando Demétrio de Faleron e restaurando, pelo menos formalmente, o regime democrático, e, portanto, propuseram as datas de 307 e 306 a.C.